# HD 40292
HD 40292，又名CP-52 805，SAO 234199、HR 2094，是一颗恒星，视星等为5.29，位于銀經260.32，銀緯-29.63，其B1900.0坐标为赤經5h 52m 37.9s，赤緯-52° -29.63′ 27″。